# Gonzalo Corbalán
Gonzalo Corbalán (Resistencia, Chaco, 3 de marzo de 2002) es un baloncestista argentino que forma parte de la plantilla del San Pablo Burgos, equipo que disputa la Liga LEB Oro de España. Con 1,93 metros de altura, juega en la posición de escolta.

## Trayectoria
Corbalán comenzó a jugar al baloncesto en Villa San Martín, un club de Resistencia. En 2018 se mudó a los Estados Unidos para estudiar en 
Las Cruces High School, una institución del Estado de Nuevo México. Allí formó parte del equipo de baloncesto de la escuela, los Bulldawgs, con el que se consagró campeón del torneo estatal en 2020 durante su año como senior.
Posteriormente fue reclutado por los Lubbock Christian Chaparrals, el representante de la Universidad Cristiana de Lubbock en la División II de la NCAA. Luego de su año como freshman -en el que promedió 7.6 puntos, 3.5 rebotes y 1.1 asistencias por partido- abandonó la idea de continuar compitiendo en el circuito del baloncesto estadounidense y migró a España, contratado por el San Pablo Burgos. Sin embargo el club burgalés lo cedió al Nissan Grupo de Santiago, su filial en la Liga EBA, sólo para promoverlo poco después al primer equipo.
En el año 2025 se proclamó campeón de la Primera FEB logrando el ascenso con el primer equipo de Silbö San Pablo Burgos a la prestigiosa liga ACB siendo parte importante del equipo durante todo  el torneo. 

## Selección nacional
Corbalán formó parte de los seleccionados de baloncesto juveniles de Argentina, llegando a participar del Campeonato Mundial de Baloncesto Sub-19 de 2021, en el que fue uno de los jugadores más destacados de su equipo.
En 2024 hizo su debut con la selección absoluta en un partido ante Chile por el Clasificatorio a la FIBA AmeriCup de 2025.

## Vida privada
Corbalán es hijo del entrenador de baloncesto y exjugador Jorge Corbalán. Su hermano Juan Pablo Corbalán también es jugador profesional de baloncesto. 